# Сам Ууд
Сам Ууд (на английски: Sam Wood) е американски филмов режисьор, сценарист, продуцент, актьор и фондов брокер.  За приноса си в киноиндустрията, Ууд получи звезда на Холивудската алея на славата на 6714 Холивудски булевард на 8 февруари 1960 г. 

## Биография
Самюъл Гросвенър Ууд е роден на 10 юли 1883 г. във Филаделфия, Пенсилвания в семейството на Уилям Хенри Ууд и Катрин (Корн) Ууд. Той се жени за Клара Луиз Руш на 25 август 1908 г. и до смъртта му през 1949 г. Една от дъщерите на Ууд, Глория Ууд е филмова и телевизионна актриса. Друга дъщеря Джейн Ууд също е актрисата, тя се омъжва за Джо Сойер.

### Смърт
Ууд умира от сърдечен удар в Холивуд на 66-годишна възраст. Гробът му се намира в мемориалното парково гробище на Глендейл.

## Избрана филмография
| Година | Филм                  | Оригинално заглавие      |
| ------ | --------------------- | ------------------------ |
| 1935   | Една нощ в операта    | A Night at the Opera     |
| 1942   | Гордостта на янките   | The Pride of the Yankees |
| 1943   | За кого бие камбаната | For Whom the Bell Tolls  |
| 1945   | Саратога              | Saratoga Trunk           |